# 베커 (시트콤)
《베커》(영어: Becker)는 1998년부터 2004년까지 CBS에서 방영된 미국의 시트콤 텔레비전 시리즈이다.

## 출연진
- 테드 댄슨
- 해티 윈스턴
- 쇼니 스미스
- 앨릭스 데이제어
- 테리 패럴
- 낸시 트래비스
- 호헤이 가르시아